# A Tini Nindzsa Teknőcök új kalandjai epizódjainak listája
Ez a lap A Tini Nindzsa Teknőcök új kalandjai epizódjait listázza.

## Évados áttekintés
| Évadok | Évadok | Epizódok | Eredeti sugárzás     | Eredeti sugárzás  |
| Évadok | Évadok | Epizódok | Évadpremier          | Évadfinálé        |
| ------ | ------ | -------- | -------------------- | ----------------- |
|        | 1      | 26       | 2003. február 8.     | 2003. november 1. |
|        | 2      | 26       | 2003. november 8.    | 2004. október 2.  |
|        | 3      | 26       | 2004. október 9.     | 2005. április 23. |
|        | 4      | 26       | 2005. szeptember 10. | 2006. április 15. |
|        | 5      | 12       | 2008. február 16.    | 2008. május 3.    |
|        | 6      | 26       | 2006. július 29.     | 2007. október 27. |
|        | 7      | 13       | 2008. szeptember 13. | 2009. február 28. |

## Epizódok

### 1. évad
| #   | Eredeti cím                   | Magyar cím                    | Rendező      | Író            | Eredeti bemutató     |
| --- | ----------------------------- | ----------------------------- | ------------ | -------------- | -------------------- |
| 1.  | Things Change                 | Az új otthon                  | Chuck Patton | Michael Ryan   | 2003. február 8.     |
| 2.  | A Better Mousetrap            | A szuper egérfogó             | Chuck Patton | Marty Isenberg | 2003. február 15.    |
| 3.  | Attack of the Mousers         | Az egerészők támadása         | Chuck Patton | Eric Luke      | 2003. február 22.    |
| 4.  | Meet Casey Jones              | Egyesült erővel               | Chuck Patton | Michael Ryan   | 2003. március 1.     |
| 5.  | Nano                          | Az önálló robot               | Chuck Patton | Eric Luke      | 2003. március 8.     |
| 6.  | Darkness on the Edge of Town  | Áramszünet                    | Chuck Patton | Marty Isenberg | 2003. március 15.    |
| 7.  | The Way of Invisibility       | Hogyan legyünk láthatatlanok? | Chuck Patton | Marty Isenberg | 2003. március 22.    |
| 8.  | Fallen Angel                  | Az új bandatag                | Chuck Patton | Marty Isenberg | 2003. március 29.    |
| 9.  | Garbageman                    | A titokzatos szemétgyűjtő     | Chuck Patton | Eric Luke      | 2003. április 5.     |
| 10. | The Shredder Strikes          | A gonosz színre lép           | Chuck Patton | Michael Ryan   | 2003. április 12.    |
| 11. | The Shredder Strikes          | A gonosz színre lép           | Chuck Patton | Michael Ryan   | 2003. április 19     |
| 12. | The Unconvincing Turtle Titan | Titánteknős, a szuperhős      | Chuck Patton | Marty Isenberg | 2003. május 3.       |
| 13. | Notes from the Underground    | Kalandok a Föld mélyén        | Chuck Patton | Eric Luke      | 2003. május 10.      |
| 14. | Notes from the Underground    | Kalandok a Föld mélyén        | Chuck Patton | Greg Johnson   | 2003. május 17.      |
| 15. | Notes from the Underground    | Kalandok a Föld mélyén        | Chuck Patton | Greg Johnson   | 2003. május 24       |
| 16. | The King                      | Az életre kelt rajzok         | Chuck Patton | Michael Ryan   | 2003. május 31.      |
| 17. | The Shredder Strikes Back     | A gonosz visszavág            | Chuck Patton | Eric Luke      | 2003. június 7.      |
| 18. | The Shredder Strikes Back     | A gonosz visszavág            | Chuck Patton | Eric Luke      | 2003. június 14.     |
| 19. | Tales of Leo                  | Észvesztő helyzet             | Chuck Patton | Marty Isenberg | 2003. szeptember 13. |
| 20. | The Monster Hunter            | A szörnyvadász                | Chuck Patton | Michael Ryan   | 2003. szeptember 20. |
| 21. | Return to New York            | Leszámolás                    | Chuck Patton | Marty Isenberg | 2003. szeptember 27. |
| 22. | Return to New York            | Leszámolás                    | Chuck Patton | Marty Isenberg | 2003. október 4.     |
| 23. | Return to New York            | Leszámolás                    | Chuck Patton | Michael Ryan   | 2003. október 11.    |
| 24. | Lone Raph and Cub             | Magányos mentőakció           | Chuck Patton | Eric Luke      | 2003. október 18.    |
| 25. | The Search for Splinter       | A mester nyomában             | Chuck Patton | Greg Johnson   | 2003. október 25.    |
| 26. | The Search for Splinter       | A mester nyomában             | Chuck Patton | Greg Johnson   | 2003. november 1.    |

### 2. évad
| #   | #   | Eredeti cím                                            | Magyar cím                              | Rendező      | Író             | Eredeti bemutató     |
| --- | --- | ------------------------------------------------------ | --------------------------------------- | ------------ | --------------- | -------------------- |
| 27. | 1.  | Turtles in Space, Part 1: The Fugitoid                 | Űrteknősök - 1. rész: A menekülő robot  | Chuck Patton | Michael Ryan    | 2003. november 8.    |
| 28. | 2.  | Turtles in Space, Part 2: The Trouble with Triceratons | Űrteknősök - 2. rész: Egy kis csetepaté | Chuck Patton | Eric Luke       | 2003. november 15.   |
| 29. | 3.  | Turtles in Space, Part 3: The Big House                | Űrteknősök - 3. rész: A börtön          | Chuck Patton | Marty Isenberg  | 2003. november 22.   |
| 30. | 4.  | Turtles in Space, Part 4: The Arena                    | Űrteknősök - 4. rész: Gladiátorok       | Chuck Patton | Michael Ryan    | 2003. november 29.   |
| 31. | 5.  | Turtles in Space Part 5: Triceraton Wars               | Űrteknősök - 5. rész: A nagy háború     | Chuck Patton | Marty Isenberg  | 2003. december 6.    |
| 32. | 6.  | Secret Origins                                         | A múlt titkai                           | Chuck Patton | Eric Luke       | 2004. január 17.     |
| 33. | 7.  | Secret Origins                                         | A múlt titkai                           | Chuck Patton | Michael Ryan    | 2004. január 24.     |
| 34. | 8.  | Secret Origins                                         | A múlt titkai                           | Chuck Patton | Marty Isenberg  | 2004. január 31.     |
| 35. | 9.  | The Ultimate Ninja                                     | A legyőzhetetlen nindzsa                | Chuck Patton | Michael Ryan    | 2004. február 7.     |
| 36. | 10. | Reflections                                            | Kísért a múlt                           | Chuck Patton | Roland Gonzalez | 2004. február 14.    |
| 37. | 11. | The Return of Nano                                     | A családra vágyó robot                  | Chuck Patton | Eric Luke       | 2004. február 21.    |
| 38. | 12. | What a Croc!                                           | Bőrfej, a krokodil                      | Chuck Patton | Ben Townsend    | 2004. február 28.    |
| 39. | 13. | Return to the Underground                              | Földalatti mentőakció                   | Chuck Patton | Marty Isenberg  | 2004. március 6.     |
| 40. | 14. | City at War                                            | Hadi állapot                            | Chuck Patton | Eric Luke       | 2004. március 13.    |
| 41. | 15. | City at War                                            | Hadi állapot                            | Chuck Patton | Marty Isenberg  | 2004. március 20.    |
| 42. | 16. | City at War                                            | Hadi állapot                            | Chuck Patton | Ben Townsend    | 2004. március 27.    |
| 43. | 17. | Junklantis                                             | Hulladékváros                           | Chuck Patton | Eric Luke       | 2004. április 3.     |
| 44. | 18. | The Golden Puck                                        | Az arany korong                         | Chuck Patton | Michael Ryan    | 2004. április 10.    |
| 45. | 19. | Rogue in the House                                     | A nagy rajtaütés                        | Chuck Patton | Eric Luke       | 2004. április 17.    |
| 46. | 20. | Rogue in the House                                     | A nagy rajtaütés                        | Chuck Patton | Ben Townsend    | 2004. április 24.    |
| 47. | 21. | April's Artifact                                       | A dzsungellány                          | Chuck Patton | Marty Isenberg  | 2004. május 1.       |
| 48. | 22. | Return of the Justice Force                            | Igazságosztók                           | Chuck Patton | Marty Isenberg  | 2004. május 8.       |
| 49. | 23. | The Big Brawl                                          | A nagy bunyó                            | Chuck Patton | Michael Ryan    | 2004. május 15.      |
| 50. | 24. | The Big Brawl                                          | A nagy bunyó                            | Chuck Patton | Ben Townsend    | 2004. szeptember 18. |
| 51. | 25. | The Big Brawl                                          | A nagy bunyó                            | Chuck Patton | Marty Isenberg  | 2004. szeptember 25. |
| 52. | 26. | The Big Brawl                                          | A nagy bunyó                            | Chuck Patton | Michael Ryan    | 2004. október 2.     |

### 3. évad
| #  | Eredeti cím          | Magyar cím           | Rendező     | Író              | Eredeti bemutató   |
| -- | -------------------- | -------------------- | ----------- | ---------------- | ------------------ |
| 53 | Space Invaders       | Galaktikus invázió   | Roy Burdine | Dean Stefan      | 2004. október 9.   |
| 54 | Space Invaders       | Galaktikus invázió   | Roy Burdine | Eric Luke        | 2004. október 16.  |
| 55 | Space Invaders       | Galaktikus invázió   | Roy Burdine | Marty Isenberg   | 2004. október 23.  |
| 56 | Worlds Collide       | Világok harca        | Roy Burdine | Ben Townsend     | 2004. október 30.  |
| 57 | Worlds Collide       | Világok harca        | Roy Burdine | Marty Isenberg   | 2004. november 6.  |
| 58 | Worlds Collide       | Világok harca        | Roy Burdine | Eric Luke        | 2004. november 13. |
| 59 | Touch and Go         | Zsoldosok            | Roy Burdine | Michael Ryan     | 2004. november 20. |
| 60 | Hunted               | A krokodilvadász     | Roy Burdine | Ben Townsend     | 2004. november 27. |
| 61 | H.A.T.E.             | Bosszúállók          | Roy Burdine | Marty Isenberg   | 2004. december 4.  |
| 62 | Nobody's Fool        | Neve: Senki          | Roy Burdine | Greg Johnson     | 2004. december 11. |
| 63 | New Blood            | Harcos amazonok      | Roy Burdine | Marty Isenberg   | 2005. január 22.   |
| 64 | The Lesson           | Zöldfülű oktatók     | Roy Burdine | Michael Ryan     | 2004. december 18. |
| 65 | The Christmas Aliens | Karácsonyi balhé     | Roy Burdine | Michael Ryan     | 2004. december 25. |
| 66 | The Darkness Within  | Katakombák titkai    | Roy Burdine | Ben Townsend     | 2005. január 29.   |
| 67 | Mission of Gravity   | Kettős árulás        | Roy Burdine | Marty Isenberg   | 2005. február 5.   |
| 68 | The Entity Below     | Az elsüllyedt város  | Roy Burdine | Greg Johnson     | 2005. február 6.   |
| 69 | Time Travails        | Az időrés            | Roy Burdine | Bob Forward      | 2005. február 7.   |
| 70 | Hun on the Run       | Vezeklés             | Roy Burdine | Michael Ryan     | 2005. február 8.   |
| 71 | Reality Check        | A szuperhős tanonc   | Roy Burdine | Christopher Yost | 2005. március 5.   |
| 72 | Across the Universe  | A versenybolygó      | Roy Burdine | Greg Johnson     | 2005. március 12.  |
| 73 | Same As It Never Was | Sötét jövő           | Roy Burdine | Michael Ryan     | 2005. március 17.  |
| 74 | The Real World       | Középkori kiruccanás | Roy Burdine | Christopher Yost | 2005. március 26.  |
| 75 | The Real World       | Középkori kiruccanás | Roy Burdine | Michael Ryan     | 2005. április 2.   |
| 76 | Bishop's Gambit      | A szuperember        | Roy Burdine | Michael Ryan     | 2005. április 9.   |
| 77 | Exodus               | Irány a világűr      | Roy Burdine | Christopher Yost | 2005. április 16.  |
| 78 | Exodus               | Irány a világűr      | Roy Burdine | Greg Johnson     | 2005. április 23.  |

### 4. évad
| #   | Eredeti cím                  | Magyar cím              | Rendező     | Író              | Eredeti bemutató     |
| --- | ---------------------------- | ----------------------- | ----------- | ---------------- | -------------------- |
| 79  | Cousin Sid                   | A fekete bárány         | Roy Burdine | Christopher Yost | 2005. szeptember 10. |
| 80  | The People's Choice          | A gladiátornő           | Roy Burdine | Baz Hawkins      | 2005. szeptember 17. |
| 81  | Sons of the Silent Age       | Az utolsó nemzedék      | Roy Burdine | Steve Murphy     | 2005. október 1.     |
| 82  | Dragon's Brew                | Szörny testben          | Roy Burdine | Michael Ryan     | 2005. október 8.     |
| 83  | I, Monster                   | A patkánykirály         | Roy Burdine | Brandon Sawyer   | 2005. október 15.    |
| 84  | Grudge Match                 | Esélytelen küzdelem     | Roy Burdine | Christopher Yost | 2005. október 22.    |
| 85  | A Wing and a Prayer          | A lebegő város          | Roy Burdine | Baz Hawkins      | 2005. szeptember 25. |
| 86  | Bad Day                      | Elmegyakorlat           | Roy Burdine | Brandon Sawyer   | 2005. november 5.    |
| 87  | Aliens Among Us              | Szemfényvesztés         | Roy Burdine | Christopher Yost | 2005. november 12.   |
| 88  | Dragons Rising               | Rajtaütés               | Roy Burdine | Michael Ryan     | 2005. november 19.   |
| 89  | Still Nobody                 | Titokzatos őrangyal     | Roy Burdine | Baz Hawkins      | 2005. november 26.   |
| 90  | All Hallows Thieves          | A tolvajok királya      | Roy Burdine | Gavin Hignight   | 2005. október 29.    |
| 91  | Samurai Tourist              | Szamuráj túra           | Roy Burdine | Christopher Yost | 2005. december 3.    |
| 92  | The Ancient One              | Zarándokút              | Roy Burdine | Steve Murphy     | 2005. december 10.   |
| 93  | Scion of the Shredder        | Csatorna, édes csatorna | Roy Burdine | Eugene Son       | 2006. február 4.     |
| 94  | Prodigal Son                 | A tékozló fiú hazatér   | Roy Burdine | Gavin Hignight   | 2006. február 11.    |
| 95  | Outbreak                     | Furcsa lények           | Roy Burdine | Christopher Yost | 2006. február 18.    |
| 96  | Trouble with Augie           | Álnok gyíkok            | Roy Burdine | Eugene Son       | 2006. február 25.    |
| 97  | Insane in the Membrane       | Klón testben            | Roy Burdine | Matthew Drdek    | 2006. október 14.    |
| 98  | Return of Savanti            | Dínótúra                | Roy Burdine | Christopher Yost | 2006. március 11.    |
| 99  | Return of Savanti            | Dínótúra                | Roy Burdine | Christopher Yost | 2006. március 18.    |
| 100 | Tale of Master Yoshi         | Ősi történet            | Roy Burdine | Steve Murphy     | 2006. március 4.     |
| 101 | Adventures in Turtle Sitting | Átváltozás              | Roy Burdine | Roland Gonzalez  | 2006. március 25.    |
| 102 | Good Genes                   | Az ellenszer            | Roy Burdine | Christopher Yost | 2006. április 1.     |
| 103 | Good Genes                   | Az ellenszer            | Roy Burdine | Christopher Yost | 2006. április 8.     |
| 104 | Ninja Tribunal               | Ítélőszék               | Roy Burdine | Michael Ryan     | 2006. április 15.    |

### 5. évad (Ninja Tribunal)
Elveszett évadnak is nevezik, a jövő kalandorait adták le helyette. Az epizódok végül kábeltelevíziók és DVD forgalmazók jóvoltából láttak napvilágot. Magyar nyelven egyelőre nem jelent meg.
| #   | Eredeti cím                | Magyar cím     | Rendező     | Író              | Eredeti bemutató  |
| --- | -------------------------- | -------------- | ----------- | ---------------- | ----------------- |
| 105 | Lap of the Gods            |                | Roy Burdine | Christopher Yost | 2008. február 16. |
| 106 | Demons and Dragons         |                | Roy Burdine | Joe Kelly        | 2008. február 23. |
| 107 | Legend of the Five Dragons |                | Roy Burdine | Danny Fingeroth  | 2008. március 1.  |
| 108 | More Worlds Than One       |                | Roy Burdine | Christopher Yost | 2008. március 8.  |
| 109 | Beginning of the End       |                | Roy Burdine | Joe Kelly        | 2008. március 15. |
| 110 | Membership Drive           |                | Roy Burdine | Christopher Yost | 2008. március 24. |
| 111 | New World Order            |                | Roy Burdine | Danny Fingeroth  | 2008. március 29. |
| 112 | New World Order            | Matthew Drdek  | Roy Burdine | 2008. április 5. |                   |
| 113 | Fathers & Sons             |                | Roy Burdine | Roland Gonzalez  | 2008. április 12. |
| 114 | Past and Present           |                | Roy Burdine | Joe Kelly        | 2008. április 19. |
| 115 | Enter the Dragons          |                | Roy Burdine | Christopher Yost | 2008. március 26. |
| 116 | Enter the Dragons          | 2008. május 3. | Roy Burdine | Christopher Yost |                   |

### 6. évad (A jövő kalandorai - Fast Forward)
| #   | Eredeti cím                   | Magyar cím                 | Rendező     | Író             | Eredeti bemutató     |
| --- | ----------------------------- | -------------------------- | ----------- | --------------- | -------------------- |
| 117 | Future Shellshock             | Ugrás a jövőbe             | Roy Burdine | Marty Isenberg  | 2006. július 29.     |
| 118 | Obsolete                      | Ősi harcosok               | Roy Burdine | Adam Beechen    | 2006. augusztus 5.   |
| 119 | Home Invasion                 | Száguldó vírus             | Roy Burdine | Rich Fogel      | 2006. augusztus 12.  |
| 120 | Headlock Prime                | A nagy bunyó               | Roy Burdine | Steven Melching | 2006. szeptember 30. |
| 121 | Playtime's Over               | Ez már nem játék           | Roy Burdine | Julia Lewald    | 2006. október 7.     |
| 122 | Bishop to Knight              | Teknőc ügynökök            | Roy Burdine | Steve Murphy    | 2006. október 14.    |
| 123 | Night of Sh'Okanabo           | Libabőrös teknőcök         | Roy Burdine | Michael Ryan    | 2006. október 21.    |
| 124 | Clash of the Turtle Titans    | Két szuperhős egy városban | Roy Burdine | Marty Isenberg  | 2006. október 28.    |
| 125 | Fly Me to the Moon            | Balhé a Holdon             | Roy Burdine | Rich Fogel      | 2006.november 4.     |
| 126 | Invasion of the Bodyjacker!   | Botrányos estély           | Roy Burdine | Roger Slifer    | 2006.november 11.    |
| 127 | The Freaks Come Out at Night  | Vírusgazdák                | Roy Burdine | Marty Isenberg  | 2006. november 25.   |
| 128 | Bad Blood                     | Hasonmások                 | Roy Burdine | Roland Gonzalez | 2006. december 2.    |
| 129 | The Journal                   | A napló                    | Roy Burdine | Steve Murphy    | 2006. december 9.    |
| 130 | The Gaminator                 | A játék foglyai            | Roy Burdine | Wendell Morris  | 2006. december 16.   |
| 131 | Graduation Day: Class of 2105 | A nindzsa vizsga           | Roy Burdine | Julia Lewald    | 2007. március 24.    |
| 132 | Timing Is Everything          | Időzavar                   | Roy Burdine | Joe Kelly       | 2007. március 31.    |
| 133 | Enter the Jammerhead          | Káoszagy színre lép        | Roy Burdine | Julia Lewald    | 2007. április 7.     |
| 134 | Milk Run                      | Csillagközi csempész       | Roy Burdine | Steven Melching | 2007. április 14.    |
| 135 | The Fall of Darius Dunn       | Az áruló nagybácsi         | Roy Burdine | Rich Fogel      | 2007. április 21.    |
| 136 | Turtle X-Tinction             | Az életre kelt páncél      | Roy Burdine | Marty Isenberg  | 2007. április 28.    |
| 137 | Race For Glory                | Roncsderbi                 | Roy Burdine | Larry Hama      | 2007. szeptember 8.  |
| 138 | Head of State                 | Testőr teknőcök            | Roy Burdine | John Drdek      | 2007. szeptember 15. |
| 139 | DNA is Thicker than Water     | A vér nem válik vízzé      | Roy Burdine | Roland Gonzalez | 2007. október 6.     |
| 140 | The Cosmic Completist         | Gyűjtőszenvedély           | Roy Burdine | Roland Gonzalez | 2007. október 13.    |
| 141 | The Day of Awakening          | Sötét égbolt               | Roy Burdine | Steve Murphy    | 2007. október 20.    |
| 142 | Zixxth Sense                  | Csalafinta csempész        | Roy Burdine | Rich Fogel      | 2007. október 27.    |

### 7. évad (Back to the Sewer)
| #   | Eredeti cím                  | Magyar cím           | Rendező     | Író                        | Eredeti bemutató     |
| --- | ---------------------------- | -------------------- | ----------- | -------------------------- | -------------------- |
| 143 | Tempus Fugit                 | Rohan az idő         | Roy Burdine | Eric Basart                | 2008. szeptember 13. |
| 144 | Karate Schooled              | Karate iskola        | Roy Burdine | Michael Ryan               | 2008. szeptember 20. |
| 145 | Something Wicked             | A mester nyomában    | Roy Burdine | Michael Ryan               | 2008. szeptember 27. |
| 146 | The Engagement Ring          | Az elátkozott gyűrű  | Roy Burdine | Robert David               | 2008. október 4.     |
| 147 | Hacking Stockman             | Hívatlan vendég      | Roy Burdine | Joe Kelly                  | 2008. október 18.    |
| 148 | Incredible Shrinking Serling | Bolyongás az időben  | Roy Burdine | Robert David               | 2008. október 25.    |
| 149 | Identity Crisis              | Ki is vagyok?        | Roy Burdine | Michael Ryan               | 2008. november 1.    |
| 150 | Web Wranglers                | Lények a gépből      | Roy Burdine | Robert David               | 2008. november 8.    |
| 151 | SuperQuest                   | A szuper kaland      | Roy Burdine | Robert David               | 2008. november 15.   |
| 152 | Virtual Reality Check        | Az átjáró            | Roy Burdine | Michael Ryan               | 2008. november 22.   |
| 153 | City Under Siege             | Ostrom alatt         | Roy Burdine | Steve Melching             | 2008. november 29.   |
| 154 | Super Power Struggle         | Szuperhős kerestetik | Roy Burdine | Robert David               | 2009. február 21.    |
| 155 | Wedding Bells and Bytes      | Zűrös esküvő         | Roy Burdine | Matthew Drek, Robert David | 2009. február 28.    |
| +1  | Mayhem from Mutant Island    |                      | Roy Burdine | Matthew Drek, John Drek    | 2010. március 27.    |

#### Mayhem from Mutant Island rövidek
A The CW4Kids 2009. március 7-től adta le a 13 részes rövidsorozatot. A sorozat epizódjai 2 percesek. 2010. március 27-én 90 perces egész változatban leadták a Back To the Sewer részeként.
| #  | Eredeti cím                  | Nem hivatalos magyar cím | Eredeti bemutató  |
| -- | ---------------------------- | ------------------------ | ----------------- |
| 1  | What Lurks Beneath           |                          | 2009. március 7.  |
| 2  | Terror Unleashed             |                          | 2009. március 7.  |
| 3  | Trouble Runs Rampan          |                          | 2009. március 14. |
| 4  | Showdown in the Subterrane   |                          | 2009. március 21. |
| 5  | Attack of the Purple Dragons |                          | 2009. március 28. |
| 6  | Face-Off with the Foot       |                          | 2009. április 4.  |
| 7  | Rivals Take Arms             |                          | 2009. április 11. |
| 8  | Dread Returns                |                          | 2009. április 18. |
| 9  | In Pursuit of Danger         |                          | 2009. április 25. |
| 10 | The Scourge Revealed         |                          | 2009. május 2.    |
| 11 | Rendezvous with Evil         |                          | 2009. május 9.    |
| 12 | Stockman Strikes             |                          | 2009. május 16.   |
| 13 | Fate of the Deranged Dinos   |                          | 2009. május 23.   |

### Film
A 4Kids Entertainment készített a sorozathoz egy TV-ben és DVD-n megjelent filmet, melyet a The CW4Kids 2009. november 21-én mutatott be.